# Население Гродно
Гродно — третий по населению город в Белоруссии, среди областных центров превосходит лишь Могилёв, Брест и Витебск.
Население города интенсивно росло в период после окончания Великой Отечественной войны и на 1 января 2024 года достигло 361 115  человек. Плотность населения Гродно равна 2520 чел./км².

## Динамика численности населения
Согласно первым оценкам, население города к 1588 году было около четырёх тысяч жителей, что является крупным показателем среди средневековых городов. Это было связано с дарованным городу Магдебургским правом, что увеличило приток переселявшихся купцов и ремесленников.
По результатам первой и единственной переписи населения Российской империи 1897 года в Гродно проживало 46 919 человек (26 889 женщин и 20 030 мужчин).
| Год оценки или переписи           | 1588 | 1856 | 1859 | 1868 | 1897 | 1913 | 1931 | 1939 | 1956 | 1965 | 1980 | 1985 | 1988 | 2005  | 2008  | 2009  | 2015  | 2016  |
| --------------------------------- | ---- | ---- | ---- | ---- | ---- | ---- | ---- | ---- | ---- | ---- | ---- | ---- | ---- | ----- | ----- | ----- | ----- | ----- |
| Численность населения (тыс. чел.) | ~ 4  | 18,4 | 19,3 | 24,1 | 46,9 | 63   | 49   | 57,2 | 65   | 98   | 202  | 247  | 272  | 317,3 | 325,8 | 338,2 | 361,4 | 365,6 |

В 2019 году была проведена последняя на данный момент перепись населения независимой Белоруссии, которая показала, что в городе проживает 356 900 тысячи человек.

## Этноконфессиональный состав и языковая структура

### Эпоха Российской империи
После присоединения города к Российской империи в ходе третьего раздела Речи Посполитой в 1795 году, около 90 % крестьян были униатами. После 1830—1831 годов началось притеснение униатской и католической церквей российскими властями. К концу 1880-х в Гродненской губернии из 1 449 966 населения 54,62 % были православными, 24,94 % — католиками и 19,39 % — иудеями.
По данным 1859 года конфессиональный состав города Гродно был следующий: иудаизм — 10 300 человек (53,4 %), римские католики 5 723 человек (23,7 %), православные — 3 046 человек (15,8 %), протестанты — 142 человека (0,7 %), мусульмане — 79 человек (0,4 %). Наблюдались значительные различия в численности конфессий по полу, так православных мужского пола было в 4 раза больше, чем женского пола. При рассмотрении женского населения, которое точнее отражало соотношение постоянного населения города без учёта военнослужащих и отходников, которые имели семьи за пределами города, доля иудаистов составляла 54,5 %, католиков — 37,2 %, православных — 7,1 %, протестантов — 0,8 %, мусульман — 0,4 %. Обращало на себя внимание то, что численность мусульман (в массе своей это были польско-литовские татары) в Гродненском уезде составляла 362 человека — 37 % всех мусульман Гродненской губернии, а вместе с городом Гродно эта доля составляла 45 % всех мусульман губернии.
В 1859 году в Гродно был 1 православный собор (Софийский), 2 православных монастыря: мужской Борисоглебский с 1854 года на месте прежнего католического монастыря Бернардинок, а также Рождество-Богородичный женский. В городе было 4 православных домашних церкви — Иоанна Предтечи при архиерейском доме, св. Георгия при госпитале, св. Николая при тюрьме и св. Митрофания при Борисоглебском монастыре, а также церковь при кладбище. Римские католики имели в городе Фарный костёл, по-Бернардинский костёл, по-Доминиканский костёл, 2 католических монастыря — мужской Францисканский и женский Бригиток, кроме того на каждом из обоих католических кладбищ была католическая часовня (каплица). В городе была небольшая евангелическо-лютеранская церковь, 2 синагоги — каменная и деревянная и 28 еврейских молитвенных школ.
В 1868 году, уже после Польского восстания 1863 года, в городе Гродно было 14 340 иудеев (58,1 %), римских католиков — 5 840 человек (23,7 %), православных — 3457 человек (14,0 %), протестантов — 352 человека (1,4 %), мусульман — 100 человек (0,4 %). При этом в источнике отмечается, что в Гродно «православное население преимущественно состоит из приезжих русских чиновников и регулярных войск», что объясняло то, что православных мужчин было 2 647, а женщин только 810.
Согласно первой Всероссийской переписи 1897 года по критерию родного языка население города (46 919 человек) распределялось следующим образом (указаны языки, имеющие более 100 носителей): еврейский язык — 22 384 человек (47,7 %), русский — 10 515 (22,4 %), польский — 6 814 (14,5 %), белорусский — 5 434 (11,6 %), татарский — 804 (1,7 %), немецкий — 375 (0,8 %), чувашский — 151 (0,3 %), черемисский (марийский) — 128 (0,3 %). При анализе указанных абсолютных численностей и долей носителей тех или иных языков следует учитывать, что в отношении русских, белорусов, татар, чувашей, и марийцев значительную долю составляли военнослужащие гарнизона города Гродно, что сказалось на соотношении полов у носителей этих языков: у носителей белорусского языка в городе Гродно на 1 женщину приходилось 2 мужчин, у русских на 1 женщину 3 мужчины, у татар на 1 женщину приходилось 88 мужчин, а у чувашей и марийцев женщин не было вообще. В то же самое время у евреев, поляков, немцев женщин, как это и следует из законов демографии, было несколько больше мужчин. Поэтому этнический состав коренного населения города (без военного гарнизона) лучше характеризует соотношение долей среди женского населения: евреи — 57,7 %, поляки — 18,2 %, русские — 13,4 %, белорусы — 9,2 %, немцы — 1,0 %.
Что касается конфессиональной принадлежности гродненцев, то по данным переписи 1897 года население города было распределены по вероисповедания следующим образом: 22 684 человека были иудеями, 14 086 — православными и 8695 — римо-католиками.

### Эпоха нахождения в составе Польши
Значительные изменения в этноконфессиональный состав населения города внесли Первая мировая война, а также последовавшие за ней войны и конфликты, которые завершились переходом Гродно в состав Польши. Гродно утратило статус регионального административного центра и было отнесено к Белостокскому воеводству. Уменьшилась доля русских, ряд этносов, носители которых были военнослужащими гродненского гарнизона русской армии, исчезли вообще. Выросла доля евреев, а в особенности поляков.
Согласно Второй всепольской переписи населения 1931 года численность населения Гродно составила 49 669 человек, в том числе по критерию родного языка (указаны языки, имеющие более 100 носителей): польский — 23 458 (47,2 %), идиш — 19 717 (39,7 %), русский — 3 730 (7,5 %), белорусский — 1 261 (2,5 %), иврит — 1 214 (2,4 %).
Конфессиональный состав в 1931 году был следующий: римских католиков — 21 556 (43,4 %), иудеев — 21 159 (42,6 %), православных — 6 277 (12,6 %).

### Современная эпоха
Большую часть населения составляют белорусы — 62 %, поляки — 24 %, русские — 10 %, украинцы — 2 %, евреи 0,4 %, литовцы 0,3 %, татары 0,3 %, другие национальности.
В Гродно на настоящий момент 18 конфессий, представленных 47 религиозными общинами. Также свои епархии имеют Белорусская православная церковь и Римско-католическая церковь. В городе действует 13 православных и 10 католических приходов. Наиболее тесные связи у гродненской власти с Православной церковью, однако в городе, как и во всей стране существует свобода вероисповедания (более 95 % жителей города называют религиозную ситуацию в городе спокойной).
В целом, судя по количеству и соотношению религиозных учреждений, можно утверждать, что конфессиональный состав Гродненского района схож с городским: более 70 % называют себя верующими, из них более половины — католики, более 40 % — православные.
Согласно переписи 2009 года из 327 540 человек родным языком 111 953 указали белорусский, а 194 798 человек — русский, 23 082 человека разговаривают дома на белорусском, а на русском — 287 267 человек.

### Еврейская община
Евреи начали селиться в городе в 1389 г. по разрешению князя ВКЛ Витовта. В 1495 г. евреи были изгнаны из Гродно и вернулись только в 1503 г. В 1560 г. в городе проживали 60 еврейских семей, которые были сосредоточены на «еврейской улице». В 1578 г. была построена главная синагога раввином Мордехаем Яфе (Бааль Ха-Левуш). Синагога сильно пострадала во время пожара 1599 г. В первой половине XVII века еврейская община в Гродно была одной из трёх главных общин Литвы.
Община пострадала несколько раз во время казацкого восстания 1655 г. и во время войны с Швецией (1703—1708).
После присоединения Гродно к Российской империи число евреев в городе продолжало расти, и в 1907 г. их было 25 тыс. из 47 тыс. жителей города. Во время независимой Польши в Гродно работала ешива (гимназия) «шаар ха-тора» под начальством раввина Семиона Шкопа.
Во время начала германской оккупации в Гродно проживало около 25 тыс. евреев. 1 сентября 1941 г. евреи были сосредоточены в 2 гетто — 15 тыс. человек были сосредоточены в старом городе, где и находилась старая синагога. Гетто было обнесено стеной в 2 метра высоты. Юденрат возглавлял директор школы, Др. Брауер, до его убийства в 1943 году.
Второе гетто было в районе Слободка, в нём были сосредоточены 10 тыс. человек.
2 ноября 1942 г. нацисты начали ссылать людей в лагеря смерти. В течение 5 дней с 18 января 1943 были сосланы 10 тыс. человек в Аушвиц. 13 февраля 1943 5 тыс. человек были сосланы в лагерь смерти Треблинка, в ходе сбора людей многие дома и синагоги были разграблены. Последние евреи были сосланы в марте 1943. При освобождении Гродно Красной армией в гетто остался один человек.
После войны община возродилась. В начале 1990-х годов большинство евреев эмигрировало. На сегодняшний день в городе живут несколько сот евреев. Деятельность общины сосредоточена в старой синагоге, которая была возвращена общине в 1990-х годах. В синагоге находится офис городского раввина, Ицхака Кауфмана.
Мемориальная доска в память погибшим во время войны была установлена на ул. Замковая, где находился вход в гетто. 12 ноября 2012 доска была осквернена неизвестными хулиганами.

## Естественный прирост
Демографическая политика Белоруссии направлена на повышение рождаемости и стимулирование граждан на создание многодетных семей, что подтверждено законом от 4 января 2002 г. «О демографической безопасности Республики Беларусь» и программой демографической безопасности на 2011—2015 года. По этой причине уровень рождаемости по стране, в том числе и в Гродно, повышается. Однако на фоне естественного прироста населения в городе Гродно наблюдаются естественная убыль в районах Гродненской области. Количественным подтверждением постоянного повышения уровня рождаемости является и то, что, например, в первом полугодии 2014 года детей в Гродно родилось на 95 больше, чем за аналогичный период 2013 года.
| Рождаемость по годам                        | 1995 | 2001 | 2003 | 2005 | 2007 | 2009 | 2011 | 2013 | 2015 |
| ------------------------------------------- | ---- | ---- | ---- | ---- | ---- | ---- | ---- | ---- | ---- |
| Рождаемость (кол-во рождённых на 1000 чел.) | 10,8 | 10,0 | 10,0 | 10,1 | 12,9 | 13,7 | 13,9 | 13,7 | 14,2 |

В целом, смертность в Гродно одна из самых низких в стране, благодаря этому наблюдается стабильный естественный прирост, таким показателем (то есть приростом, а не убылью) среди регионов области может отличиться лишь Ошмянский район.
К смерти гродненцев приводят следующие причины в процентном соотношении:
- болезни системы кровообращения (в большинстве случаев — смерть от старости) (62,8 %);
- новообразования (18,6 %);
- внешние причины смерти (несчастные случаи, отравления и травмы, самоубийства, убийства) (6,8 %);
- иные причины (11,8 %).

Из общего числа умерших 21,1 % составили граждане трудоспособного возраста. Основными причинами смерти этой категории гродненцев стали:
- болезни системы кровообращения (34,7 %)
- новообразования (27,9 %)
- внешние причины смерти (22,3 %).[25]

С 2003 года смертность среди младенцев в Гродно снизилась более чем в 2 раза.
| Смертность по годам                      | 1995 | 2001 | 2003 | 2005 | 2007 | 2009 | 2011 | 2013 | 2015 |
| ---------------------------------------- | ---- | ---- | ---- | ---- | ---- | ---- | ---- | ---- | ---- |
| Смертность (кол-во умерших на 1000 чел.) | 7,9  | 8,4  | 8,8  | 9,4  | 8,9  | 8,9  | 9,0  | 8,4  | 8,3  |

Естественный прирост в городе невысок, однако является значительным показателем по республике, составляет 2043 человека, или 0,57 % (2014)
Вместе с тем, в Гродно активны процессы миграции: на постоянное или временное проживание в город едут как жители близлежащих деревень, так и люди других национальностей (например, из стран СНГ). Миграционный прирост населения Гродно за первое полугодие 2015 года составил 668 человек и по сравнению с аналогичным периодом прошлого года увеличился в 3,1 раза.
Аналогичная ситуация сальдо миграции сложилась за 11 месяцев 2015 года: пресс-служба УВД Гродненского облисполкома сообщает о том, что на постоянное место жительства в другие страны выехало 577 человек, в то же врем в Гродно обосновались 1808 иностранцев. При этом основной миграционный приток дают страны СНГ. Примерно поровну уже бывшие гродненцы делали выбор в пользу СНГ и западных стран.

### Брак и семья
В брак гродненцы вступают примерно в 20 — 24 года, однако встречаются как более поздние, так и более ранние браки (причина которых зачастую беременность невесты). Вместе с тем, в половине случаев после заключённого брака пары разводятся (80 % случаев это разводы после менее 7 лет совместной жизни). Редки также браки в тюрьмах (8 — 10 подобных браков в год). Основными причинами развода гродненцы указывают алкоголь или измену.
Самым популярным именем, которым жители города называют девочек оказалась Дарья, мальчиков — Артём.

## Возрастно-половая структура
Как и по всей стране, соотношении женщин и мужчин неравное: мужчины составляют 46,6 % жителей, женщины — 53,4 %, примерно та же ситуация в сельских населённых пунктах, входящих в состав города — 46,7 % и 53,3 % соответственно. Исходя из этого, на 1000 мужчин приходится примерно 1148 женщин.
Ожидаемая продолжительность жизни в Гродно выше, чем по всей стране примерно на год и у женщин, и у мужчин, и, как и по всей стране, сохраняется большая разница между возрастом смертности между представителями разных полов.
| Ожидаемая продолжительность жизни по годам       | 1995 | 2000 | 2002 | 2004 | 2006 | 2008 | 2010 | 2012 | 2014 |
| ------------------------------------------------ | ---- | ---- | ---- | ---- | ---- | ---- | ---- | ---- | ---- |
| Ожидаемая продолжительность жизни (средняя)      | 69,8 | 69,9 | 69,8 | 70,1 | 71,9 | 72,3 | 72,3 | 73,6 | 74,7 |
| Ожидаемая продолжительность жизни (среди мужчин) | 63,9 | 64,5 | 64,2 | 64,2 | 66,1 | 66,7 | 66,4 | 68,1 | 69,4 |
| Ожидаемая продолжительность жизни (среди женщин) | 74,7 | 75,2 | 75,5 | 75,8 | 77,6 | 77,6 | 77,8 | 78,7 | 79,4 |

Из таблицы прослеживается положительная динамика ожидаемой продолжительность жизни примерно на 4 года.
В течение 2010—2014 годов количество трудоспособного населения упало за счёт увеличения доли людей пенсионного возраста (соответственно с 17,4 % до 18,4 %), а также детей (с 16,3 % до 17,5 %).

## Уровень жизни, труд, занятость, социальная защита
Более полная статья содержится на сайте Гродненского горисполкома
Уровень жизни в городе является одним из самых высоких в стране за счёт своего статуса (областной центр) и географического положения (крупный транспортный узел).

### Минимальная заработная плата
Минимальная зарплата обязательна для нанимателей, так как является низшей границей оплаты труда работников. Это означает, что существует минимальный государственный стандарт для оплаты полного рабочего дня при полном выполнении обязанностей (ст.59 Трудового кодекса Республики Беларусь). На январь 2016 года минимальная заработная плата была установлена в размере 2300000 белорусских рублей. Такая же сумма была принята и на февраль того же года. Любое учреждение вправе устанавливать любой размер зарплаты, который тем не менее не может быть ниже минимального.

#### Бюджет прожиточного минимума
| Дата                       | Тыс. руб. |
| -------------------------- | --------- |
| С 01.03.2016 по 30.04.2016 | 1640      |
| С 01.02.2016 по 29.02.2016 | 1591,3    |
| С 01.11.2015 по 31.01.2016 | 1567,81   |

Несмотря на то что минимальная зарплата в полтора раза больше прожиточного минимума, по статистике гродненец только в магазинах и на рынках тратит ежемесячно 2,7 млн белорусских рублей. Также Гродно является одним из самых «кредитных» городов Белоруссии.

### Средняя заработная плата
Номинальная зачисленная зарплата работников Гродно по определённым видам деятельности на февраль 2016 года.
| Сфера деятельности                                                           | Тыс. руб. | Процент по отношению к 2015 года, % |
| ---------------------------------------------------------------------------- | --------- | ----------------------------------- |
| Всего по городу Гродно                                                       | 6636,2    | 105,2                               |
| Промышленность                                                               | 7448,2    | 108,5                               |
| Строительство                                                                | 8071,7    | 101,3                               |
| Оптовая и розничная торговля; ремонт автомобилей и мотоциклов и др.          | 5605,4    | 101,4                               |
| Услуги по временному проживанию и питанию                                    | 4365,8    | 104,2                               |
| Транспортная деятельность, складирование, почтовая и курьерская деятельность | 6639,5    | 109,5                               |
| Образование                                                                  | 4831,3    | 104,4                               |
| Здравоохранение и социальные услуги                                          | 5161,4    | 106,5                               |
| Творчество, спорт, развлечения, отдых                                        | 4743,7    | 103,2                               |

#### Структура занятости
Численность занятого населения Гродно за январь 2016 года составила 179,8 тыс. человек. Из числа всего занятого населения 67,2 % граждан заняты в основных отраслях экономики (120,8 тыс. человек).
В январе-феврале 2016 года в управлении по труду, занятости и социальной защите Гродненского горисполкома зарегистрировано 1314 безработных, всего по вопросам трудоустройства обратилось 1486 человек.
Структура зарегистрированных безработных:
- длительно неработающие граждане (24 %);
- граждане, уволенные с последнего места работы по собственному желанию, соглашению сторон, окончанию выполнения работ по гражданско-правовым договорам (47 %);
- граждане, особо нуждающиеся в социальной защите (инвалиды, впервые ищущая работу молодежь в возрасте до 21 года, родители в многодетных и неполных семьях, а также воспитывающие детей-инвалидов, граждане, освобожденные из мест лишения свободы, граждане предпенсионного возраста, другие) (20 %);
- остальные категории граждан (9 %).

Уровень регистрируемой безработицы составил 1,4 % от числа занятого населения. В структуре безработных по-прежнему преобладают мужчины — 77,1 %.
Возрастная структура безработных:
- молодежь в возрасте 16—30 лет (27,0 %);
- в возрасте 31—39 лет (21,2 %);
- в возрасте 40—49 лет (25,5 %);
- в возрасте старше 50 лет (26,1 %).

Средний возраст безработных — 39 лет (безработных мужчин — 40 лет, безработных женщин — 38 лет).
Средняя расчетная продолжительность безработицы одного безработного — около 4-х месяцев с момента регистрации в службе занятости.

### Трудовые вакансии
По состоянию на 1 марта 2016 года в управлении имелись сведения о наличии в организациях города 1032 вакансиях, что говорит о том, что 2,5 безработных претендуют только на 1 вакантное рабочее место.
Наиболее востребованными сферами занятости в городе являются:
- торговля;
- общественное питание;
- здравоохранение;
- образование.[49][50][51]

В соответствии с Указом Президента Республики Беларусь от 10 мая 2011 года № 181 «О некоторых мерах по совершенствованию государственного регулирования в области оплаты труда» коммерческим организациям и индивидуальным предпринимателям предоставлено право самостоятельно принимать решение об уровне оплаты труда.

## Социальные проблемы

### Преступность
В целом, уровень преступности в Гродно один из самых низких среди крупных городов Белоруссии, однако динамика общего количества преступлений и количества конкретных правонарушений неравномерна, что отражено в нижеприведённой таблице:
| Вид правонарушения                                       | 2014      | 2015      |
| -------------------------------------------------------- | --------- | --------- |
| Общее количество правонарушений                          | 2888      | 3075      |
| Тяжкие и особо тяжкие                                    | 561       | 579       |
| С участием несовершеннолетних                            | 113       | 111       |
| С участием ранее судимых                                 | 903       | 896       |
| С участием группы лиц                                    | 201       | 199       |
| В состоянии алкогольного опьянения                       | 457       | 437       |
| Мошенничество                                            | 139       | 98        |
| Изнасилование                                            | 7         | 2         |
| Угон автотранспорта                                      | 32        | 31        |
| Незаконный оборот наркотиков (в том числе с целью сбыта) | 525 (222) | 338 (205) |
| Кража                                                    | 939       | 948       |
| Грабёж                                                   | 76        | 84        |
| Хулиганства (уголовно-наказуемые)                        | 76        | 84        |
| Разбой                                                   | 7         | 8         |
| Вымогательство                                           | 2         | 5         |
| Причинение тяжких телесных повреждений                   | 28        | 23        |
| Убийство                                                 | 7         | 4         |
| Покушение на убийство                                    | 1         | 8         |
| Экономическое                                            | 271       | 319       |

По Гродненской области на территории города зарегистрировано наибольшее количество погибших на пожарах — 6, после Лидского района — 10. Среди погибших — 2 пенсионера, 4 лица, нигде не работающих, 3 — состояли на учете у врача-нарколога, 1 — на учёте в ОВД.
Несмотря на общую тенденцию снижения преступлений во всех сферах, обострилась ситуация среди несовершеннолетних по незаконному обороту и хранению наркотиков, в том числе и синтетических «спайсов», которые стали наиболее распространённым видом наркотиков у подростков.

### ВИЧ-инфицированность
Уровень распространённости ВИЧ/СПИД в Гродно невелик — 129 носителей вируса (31,7 на 100 тыс. населения).
Однако с каждым годом количество инфицированных неуклонно растёт. Изменяется и количественная характеристика способов заражения: всё больше случаев передачи вируса происходит через сексуальный контакт (63,1 % случаев), понижается процент заражения через внутривенные инъекции (34,6 %).
Социальный статус ВИЧ-инфицированных неоднороден. На Гродненщине преобладающими являются три группы: лица без определённого рода деятельности (37 %), рабочие (29,4 %) и лица из мест лишения свободы (21,7 %).
Около 50 % носителей вируса — молодые люди до 30 лет.